# Béla Síki
Béla Síki (Boedapest, 21 februari 1923 - Seattle, 29 oktober 2020) was een Zwitserse pianist van Hongaarse oorsprong.

## Loopbaan
Hij was een student van Leo Weiner en Ernest von Dohnányi aan de Ferenc Liszt-Akademie voor muziek (Hongaars: Liszt Ferenc Zeneművészeti Egyetem) in zijn geboortestad Boedapest. Hij verhuisde naar Zwitserland in 1945 en studeerde daar bij Dinu Lipatti. Hij won in 1948 de Geneva Competition. Zijn internationale solistische carrière voerde ertoe dat hij op alle continenten met belangrijke dirigenten en symfonieorkesten optrad. In 1965 verhuisde hij naar de Verenigde Staten en werd docent aan de Universiteit van Washington in Seattle. Van 1980 tot 1985 gaf hij les aan de Cincinnati College-Conservatory of Music in Cincinnati. Daarna ging hij terug naar Seattle, waar hij tot zijn pensioen in 1993 bleef lesgeven.
Hij maakte diverse opnamen en was een wereldwijd gerespecteerd muziekpedagoog. Vanuit zijn expertise werd hij veel gevraagd voor jury's bij internationale muziekwedstrijden en -concoursen, zoals die in Leeds, Genève en Bolzano. Tot zijn leerlingen behoorden de Nederlandse pianisten Jan Wijn en Ben Smits.
Síki overleed in oktober 2020 op 97-jarige leeftijd.

## Publicaties (onvolledig)
- Siki, Bela. Piano Repertoire: A Guide to Interpretation and Performance. Shirmer Books, 1981.  ISBN 0028723902.

- Bibsys: 1512647520979
- Biblioteca Nacional de España: XX1552249
- Bibliothèque nationale de France: cb13927693q (data)
- CiNii: DA12255654
- Gemeinsame Normdatei: 135003113
- International Standard Name Identifier: 0000 0003 6441 2824
- Library of Congress Control Number: n81033186
- MusicBrainz: e0f0cbd6-ba8a-4a56-a28b-f532b21137ad
- Nationale Bibliotheek van Israël: 987007273766405171
- Nederlandse Thesaurus van Auteursnamen: 069232784
- Réseau des bibliothèques de Suisse occidentale: 02-A018757804
- SNAC: w6ns5084
- Système universitaire de documentation: 175329036
- Museum of New Zealand Te Papa Tongarewa: 71140
- Trove: 1583997
- Virtual International Authority File: 225751612
- WorldCat: E39PBJjXpjGxfxwq4M7ykRgkDq